# Serologischer Softmarker
Der Ausdruck Serologischer Softmarker wird in der Pränataldiagnostik gebraucht und bezeichnet solche Besonderheiten, deren vorgeburtlicher (pränataler) Nachweis durch Untersuchungen des Blutes bzw. Serums der Schwangeren gestellt wird und die mit einer statistisch gesehen leichten Erhöhung der Wahrscheinlichkeit des Vorliegens einer Chromosomenbesonderheit und/oder körperlicher Fehlbildungen und/oder bestimmter Erkrankungen beim ungeborenen Baby in Verbindung gebracht werden kann.
Serologische Softmarker werden häufig mittels Double-Test oder Triple-Test nachgewiesen bzw. ausgeschlossen. Isoliert auftretende serologische Softmarker, also entsprechende Besonderheiten, die ohne weitere Auffälligkeiten bestehen, sind in der Regel harmlos. Kombiniert auftretende serologische Softmarker, also entsprechende Besonderheiten, die in Zusammenhang mit anderen Besonderheiten bestehen, erhöhen die Wahrscheinlichkeit für Veränderungen beim Baby.